# Fuentes de Oñoro
Fuentes de Oñoro és un municipi de la província de Salamanca, a la comunitat autònoma de Castella i Lleó. Limita al Nord amb La Alameda de Gardón, al Nord-est amb Gallegos de Argañán, a l'Est amb Espeja i a l'Oest amb Almeida.

## Demografia
| 1991 | 1996 | 2001 | 2004 |
| ---- | ---- | ---- | ---- |
| 1537 | 1520 | 1534 | 1499 |